# Fərhad Hümbətov
Fərhad Qəmbər oğlu Hümbətov (eingedeutscht Färhad Humbatow; * 10. September 1968 im Dorf Artschut, Provinz Lori, Armenische SSR, UdSSR; † 29. März 1992 im Dorf Kosalar, Provinz Xocalı, Republik Aserbaidschan) war ein aserbaidschanischer Soldat. Er starb im Ersten Bergkarabachkrieg (1992–1994) und wurde mit dem Titel "Nationalheld Aserbaidschans" ausgezeichnet.

## Leben
Hümbətov ist im Dorf Artschut im nordarmenischen und zur damaligen Zeit mehrheitlich von den Aserbaidschanern bewohnten Gebiet Gugark (Provinz Lori) geboren. Nach nur acht Schulklassen wechselte er 1983 in eine berufsbildende Schule. Das Ende seines Militärdienstes im Jahr 1988 fiel mit der Hochphase antiaserbaidschanischer Unruhen in Armenien zusammen, als zwischen 1987 und 1991 über 250. Tausend Aserbaidschaner, damals die größte ethnische Minderheit im Land, zum massenhaften Verlassen gezwungen wurden. Die Familie von Hümbətov musste auch ihr Zuhause zurücklassen und in Baku eine neue Heimat finden.
Mit der Verschärfung armenisch-aserbaidschanischer Auseinandersetzungen zog Hümbətov im Oktober 1991 als Freiwilliger an die Front. In einem Freiwilligenbataillon kam er unter anderem als Panzersoldat bei den Kämpfen um die Ortschaften von Şuşa und Xankəndi zum Einsatz. Bei einem der Gefechte am 29. März 1992 im Dorf Kosalar unweit von Xankəndi wurde er tödlich getroffen.
Hümbətov wurde auf der Ehrenallee von Baku „Fəxri Xiyaban“ beigesetzt. Per Dekret Nr. 833 vom 7. Juni 1992 des aserbaidschanischen Präsidenten wurde Hümbətov posthum die Auszeichnung „Nationalheld Aserbaidschans“ verliehen. Ein Freizeitpark im Bakuer Bezirk Binəqədi trägt seinen Namen, wo ihm ein Ehrendenkmal gesetzt wurde.